# Francis Jennings
Francis Jennings (1692-1754), originaire de Belfast, s'est installé à Stockholm en 1719 pour ses activités commerciales, devenant le principal exportateur de la ville, acquérant un prestige tel qu'il fut anobli et propriétaire terrien à la fin de sa vie. Il a en particulier réussi à approvisionner en quantités suffisantes l'importateur de Bristol, Graffin Prankard, au moment du développement de la métallurgie britannique. Il a épousé en 1729 la fille de Jean Bedoire, un marchand suédois d'origine wallonne.
Francis Jennings a contrôlé jusqu'à 20 % des exportations suédoises de fer.
Le fer représente alors, selon les périodes du XVIIIe siècle, entre un tiers et la moitié des exportations suédoises, et passe en volume de 35 000 tonnes à 50 000 tonnes du début à la fin du siècle. La part de l'Angleterre dans les destinations va progressivement diminuer tout au long du siècle, passant de 60 % à 40 %. De nombreux exportateurs suédois de cette époque sont des négociants anglais.
Les riches mines de fer de la Suède étaient exploitées depuis un siècle pour les canons des marines anglaise et hollandaise, qui se développèrent avec la Compagnie néerlandaise des Indes orientales et le Navigation act de Cromwell.
À partir du milieu du XVIIe siècle, les exportations suédoises se déplacent de la Hollande vers l'Angleterre, mais se concentrent surtout vers la partie est du pays, selon l'historien Göran Rydén, de l'université d'Uppsala, alors qu'une bonne partie du développement des forges a lieu vers l'ouest, difficulté qui est progressivement atténuée avec les aménagements de rivière en Angleterre et les efforts des négociants.